# Szłanga
Szłanga (ros. Шланга) – wieś (sieło) w Rosji, w Tatarstanie, w rejonie drożżanowskim. W 2010 liczyła 763 mieszkańców.